# Uummannaq (ö i Grönland, Qaasuitsup, lat 74,02, long -56,98)
Uummannaq är en ö i Grönland (Kungariket Danmark).   Den ligger i kommunen Qaasuitsup, i den västra delen av Grönland, 1 100 km norr om huvudstaden Nuuk. Arean är 1,1 kvadratkilometer.
Terrängen på Uummannaq är lite kuperad. Öns högsta punkt är 378 meter över havet. Den sträcker sig 1,2 kilometer i nord-sydlig riktning, och 1,6 kilometer i öst-västlig riktning.